# Servantes du Cœur de Jésus de Córdoba
Ne doit pas être confondu avec Servantes du Cœur de Jésus de Strasbourg ou Petites Servantes du Cœur de Jésus.
Les servantes du Cœur de Jésus de Córdoba (en latin : Instituti Sororum Ancillarum a Corde Iesu) sont une congrégation religieuse féminine de droit pontifical dont le but est l'enseignement et l'approfondissement de la foi chrétienne par le moyen de retraites spirituelles. Elle est la 1re congrégation apostolique d'Argentine.

## Histoire
L'institut est fondé le 29 septembre 1872 à Cordoba (Argentine) par Saturnine Rodíguez de Zavalía en religion Mère Catherine de Marie, accompagnée de quatre compagnes et avec l'aide du chanoine David Luque, dans le but de procurer un enseignement aux enfants et d'animer les exercices spirituels de saint Ignace. L'institut est donc ignatien dans un esprit de réparation au Sacré-Cœur de Jésus. Le jésuite José Marie Bustamante, fondateur en 1885 des adoratrices du Saint Sacrement, encourage et soutient la fondatrice dans son œuvre. Les premières succursales à l'étranger sont établies au Chili puis en Espagne.
La congrégation reçoit le décret de louange le 31 juillet 1892 et son approbation définitive le 17 mars 1907.

## Activité et diffusion
Les sœurs se consacrent à l'enseignement et à l'organisation de retraites spirituelles.
Elles sont présentes en Argentine, Chili, Béninet en Espagne.
La maison-mère est à Córdoba en Argentine.
En 2017, l'institut comptait 108 religieuses répartis dans 23 maisons.